# Minkovice (przystanek kolejowy)
Minkovice – przystanek kolejowy w miejscowości Višňová, w części Minkovice, w powiecie Liberec w kraju libereckim, w Czechach. Znajduje się na linii kolejowej 037 Liberec - Zawidów, na wysokości 240 m n.p.m.. 

## Linie kolejowe
- 037: Liberec - Zawidów